# سيمون كرافار
سيمون كرافار (بالإنجليزية: Simon Crafar)‏ هو متسابق دراجات نارية نيوزلندي. نافس في سباقات بطولة العالم لفئة 500 سي سي ولفئة 250 سي سي ولفئة 50 سي سي. كما شارك في بطولة العالم للسوبربايك.

## روابط خارجية
- سيمون كرافار على موقع MotoGP.com (الإنجليزية)
- سيمون كرافار على موقع WorldSBK.com (الإنجليزية)